# Prix Georges-Sadoul

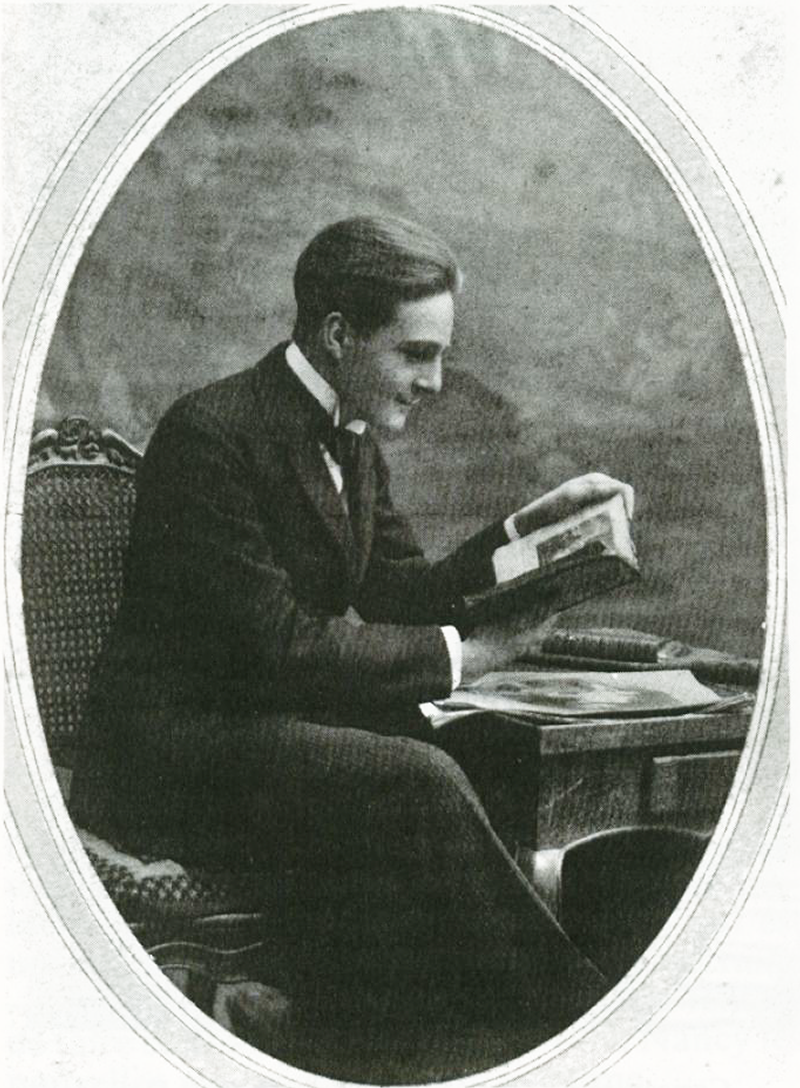
Georges Sadoul.

Le prix Georges-Sadoul est un prix cinématographique français qui récompense un premier ou un second film. Chaque année ce prix est attribué à un film français et à un ou plusieurs films étrangers. Ce prix tient son nom du critique de cinéma Georges Sadoul. Il devient le Prix Ruta-et-Georges-Sadoul à partir de 1993 et n'est plus attribué depuis 2001.

## Lauréats

### Prix Ruta-et-Georges-Sadoul
- 1999

- - Petite Conversation familiale (Hélène Lapiower, Belgique)

- 1998 [1]
  - L'arrière-pays (Jacques Nolot, France)
  - Innocence  (Zeki Demirkubuz, Turquie)
  - Mentions spéciales : Solo tu (Anne Benhaïem et Arnaud Dommerc, France) et École 27 (Szymon Zaleski et Marylin Watelet, Belgique)

- 1996[2]
  - Reprise (Hervé Le Roux, France)
  - La Biographie d'un jeune accordéoniste (Satybaldy Narymbetov, Kazakhstan)

- 1995[3]
  - No Sex Last Night (Sophie Calle, France)
  - La Roue (Morshedul Islam, Bangladesh)
  - Mentions spéciales : Coûte que coûte (Claire Simon, France) et Maborosi (Hirokazu Kore-eda, Japon)

### Prix Georges-Sadoul
- 1994
  - Regarde les hommes tomber (Jacques Audiard, France)
  - Clerks (Kevin Smith, États-Unis)
  - La Vie en rose (Kim Hong-joon, Corée du Sud)
- 1993
  - Contes et comptes de la cour (Éliane de Latour, France)
  - Les gens normaux n'ont rien d'exceptionnel (Laurence Ferreira Barbosa, France)
  - La frontera (Ricardo Larraín, Chili)
- 1992
  - La Sentinelle (Arnaud Desplechin, France)
  - La Femme de l'épicier (John Pozer (en), Centre Dürrenmatt de Neuchâtel).
- 1991
  - Carne (Gaspar Noé, France)
  - L'Annonce faite à Marie (Alain Cuny, France)
  - Cœur de verre (Camdan kalp) (Fehmi Yasar, Turquie).
- 1989
  - Montalvo et l'enfant (Claude Mouriéras, France)
  - Maicol (Mario Brenta, Italie)
  - Sweetie (Jane Campion, Australie)
- 1988
  - Peaux de vaches (Patricia Mazuy, France)
  - Le Moine noir (Ivan Dykhovitchny, URSS).
- 1987
  - Faubourg Saint-Martin (Jean-Claude Guiguet, France)
  - Sleepwalk (Sara Driver, États-Unis).
- 1986
  - Où que tu sois (Alain Bergala, France)
  - Yam Daabo - Le Choix (Idrissa Ouedraogo, Burkina Faso).
- 1985
  - Komba, dieu des pygmées (Raymond Adam, France)
  - Kayako (Kohei Oguri, Japon)
  - Tasio (Montxo Armendáriz, Espagne)
- 1984
  - Louise... l'insoumise (Charlotte Silvera)
- 1983
  - Le Destin de Juliette (Aline Issermann)
  - La Part des choses (Bernard Dartigues)
- 1981
  - Dernier Été (Robert Guédiguian,France)
- 1980
  - Le Rose et le Blanc (Robert Pansard-Besson, France)
  - Cochon qui s'en dédit (Jean-Louis Le Tacon, France)
  - Gaijin (Tizuka Yamasaki, Brésil)
  - Qui chante là-bas ? (Slobodan Šijan, Yougoslavie)
- 1979
  - Numéros zéros (Raymond Depardon, France)
  - Le Chemin perdu (Patricia Moraz, Franco-Suisse)
- 1978
  - Le Passe-montagne (Jean-François Stévenin)
  - La Femme gauchère (Peter Handke, République fédérale d'Allemagne)
  - With Babies and Banners: Story of the Women's Emergency Brigade (Lorraine Gray, États-Unis)
- 1977
  - Pourquoi pas ! (Coline Serreau, France)
  - Vingt jours sans guerre (Alexeï Guerman, URSS)
- 1976
  - Touche pas à mon copain (Bernard Bouthier, France)
  - La Récolte de trois mille ans (Hailé Gerima, Éthiopie)
  - Winstanley (Kevin Brownlow et Andrew Mollo (en), Angleterre)
  - Trobriand Cricket (en) (Gary Kildea, Australie)
- 1975
  - Muna Moto (Jean-Pierre Dikongué Pipa, Cameroun)
  - Lettre paysanne (Safi Faye, Sénégal)
  - Nationalité immigré (Sidney Sokhona, Mauritanie)
  - Iracema (Jorge Bodanzky (pt), Brésil)
- 1974
  - Histoire de Wahari (Vincent Blanchet (en), France)
  - La Dernière Tombe à Dimbaza (collectif, Afrique du Sud)
  - Le Cœur et l'Esprit (Hearts and Minds) (Peter Davis, États-Unis)
- 1973
  - Kashima Paradise (Yann le Masson, Beni Deswarte, France)
  - La tierra prometida (es) (Miguel Littin, Chili)
  - La Villégiature (Marco Leto, Italie)
- 1972
  - Au rendez-vous de la mort joyeuse (Jean Luis Bunuel, France)
  - John Reed, Mexico insurgente (Paul Leduc, Mexique)
- 1971
  - Paul (Diourka Medveczky, France)
  - Kodou (Ababacar Samb, Sénégal)
  - Part of the family (Paul Ronder, États-Unis)
  - La Reconstitution (Théo Angelopoulos, Grèce)
  - Wechma (Traces) (Hamid Bennani, Maroc)
- 1970
  - Le Chagrin et la Pitié (Marcel Ophüls, France)
  - La Momie (Shadi Abdessalam, Égypte)
  - Un fils unique (Michel Polac, France)
- 1969
  - Le Sang du condor (Yawar Malku) (Jorge Sanjinés, Bolivie)
  - Scènes de chasse en Bavière (Peter Fleischmann, RFA)
- 1968
  - Goto, l'île d'amour (Walerian Borowczyk, France)
  - The Edge (Robert Kramer, États-Unis)
  - La Chute des feuilles (Otar Iosseliani, Union des républiques socialistes soviétiques)